# Nyctemera plagiata
Nyctemera plagiata är en fjärilsart som beskrevs av Adalbert Seitz 1915. Nyctemera plagiata ingår i släktet Nyctemera och familjen björnspinnare. Inga underarter finns listade i Catalogue of Life.